# 조선만경대회사
만경 기술 무역회사 혹은 조선 만경대 회사는 조선민주주의인민공화국의 무역회사이자 39호실 전용 무역회사이다.

## 개요[1]
조선만경대회사는 현재 39호실이자 조선로동당 전용 무역회사로써 특히 조선콤퓨터중심의 분사로 알려져 있으며 여기에 관련된 모든 무역회사는 모든 물품이나 혹은 서비스업 거래와 특히 팹리스 사업과 더불어 스마트폰과 태블릿 PC를 생산하고 있으며 특히 인쇄회로 기판을 제조하여 후공정 작업을 진행하는 기업이다.
현재 조선 만경대 회사는 반도체 사업으로 자체 자산을 마련하고 있으며 특히 전자 제품과 소프트웨어를 개발하여 중국이나 해외에 판매하여 수익을 창출하는 구조로써 가고 있다. 
현재 조선봉화총회사나 혹은 조선부강회사와는 다른 케이스로 가고 있으며 만경기술무역회사는 현재 서비스 사업이나 혹은 마이크로프로세서를 설계하여 마이크로프로세서를 89호 집적회로 공장이나 평양 집적회로 시험 공장에 위탁하고 있다.

## 무역법 3차 분권화 사업[2]
조선민주주의인민공화국은 1997년 개정 헌법에 근거한 1999년의 1차 개정을 거쳐 2002년에 마련한 7.1 경제개혁조치의 실리와 분권화 정책을 적극 반영하여 대폭 개정한 2004년 현행 무역법이 시행되고 있다.
조선민주주의인민공화국 무역법의 특징은 대외무역에 대한 계획 기능과 시장 기능의 균형으로 요약할 수 있으며 국가 즉 내각의 무역상의 통일적 지도아래 기관, 기업소, 단체 등 개별경제 단위에게 독자적 대외 무역의 권한을 부여하고 있다.
예를 들어 수출기지를 새로 조성하거나 첨단기술제품, 즉 마이크로프로세서나 소프트웨어, 데스크톱 컴퓨터, LED TV 등 많은 국제시장에서 경쟁력이 높은 제품을 개발하여판로를 개척한 무역회사에게는 특혜를 주도록 하고 있다.
일반 경제 단위가 국제시장에서 경쟁력이 있는 새로운 제품, 기술, 서비스 원천을 개발하였을 경우 무역거래 자격을 특별 부여 받을 수 있도록 하였으며 전문 국영무역회사에 의한 독점체제를 무너뜨리고 무역의 주체를 확대하면서 일정한 조건을 마련한 북한의 기관, 기업소, 협동조합은 모두 무역회사 설립을 신청할 수 있도록 하면서 북한 무역관리체제의 자율성을 높였다.
이로 인해 많은 무역회사들이 소프트웨어, 마이크로프로세서, 데스크톱 컴퓨터, LED TV 등 많은 수익성 높은 사업을 벌여 판촉행사를 벌이고 있다.

## 개건 현대화 과정
현재 조선 컴퓨터 센터에서 분파된 무역회사 종류들이 상당히 많으며 특히 락원 정보 기술 교류사와 룡악산 정보 기술 교류소나 혹은 류성 정보 기술 교류사 그리고 Glocom과 수정천 정보 기술 교류사와 삼지연 정보 기술 교류사도 조선 컴퓨터 센터에서 분파되었으며 상당한 무역회사들이 경쟁을 벌이고 있으며 대부분 데스크톱 컴퓨터나 혹은 스마트폰, 태블릿 PC를 개발하여 판매중이다.

## 계열사
- 진달래 손전화기 공장
- 만경 정보 센터
- 만경대 정보 기술 교류사

## 평가

### 전자 공업의 비약적 발전
김정일과 김정은은 현재 반도체 장비를 자신의 예금에 맞게끔 들여오고 있으며 특히 리철호가 사업하는 기계 공장과 89호 집적회로 공장, 그리고 평양 집적회로 시험 공장에도 들여왔을 것으로 알려져 충격을 주고 있다.
더군다나 제프리 루이스 박사는 리철호가 사업하는 기계 공장을 특정하여 반도체 생산을 중점적으로 하고 있다고 밝혔으며 특히 실제로도 조선중앙TV로도 입증이 되어 보여주었다.
현재 제프리 루이스 박사와 오경섭 연구원은 리철호가 사업하는 기계 공장과 더불어 89호 집적회로 공장에도 반도체 설비가 그것도 최신으로 있을 것으로 알려져 있다.
조선민주주의인민공화국은 삼성전자가 개발한 수준인 20nm급 저전력 LP형 HKMG 개발에도 성공하여 김정은 명의로 축하문을 111호 마스크 제작소에 전해주었다는 것을 밝혔으며 이를 로동신문이 보도하였다.
그리고 SoC 개발에도 2019년 성공하였다고 조선중앙통신과 내나라에도 보도하여 엄청난 충격을 주고 있고 특히 대서특필 되어 나타나고 있다. 그만큼 현재 전자공업이 군수용 장비를 개발하는데 투자를 아끼지 않고 있다.

## 논란과 의혹

### 만경 기술 무역회사와 백송 무역회사로 통한 소프트웨어 혹은 하드웨어 거래
조선민주주의인민공화국은 백송 무역회사를 통한 국가과학원 전용 무역회사를 통하여 소프트웨어 혹은 마이크로프로세서와 팹리스 사업을 통한 거래를 하고 있다고 포항공대 박찬모 교수께서 직접 증언을 하였으며 특히 이것으로 통한 자체 수익사업을 벌이고 있다.
특히 백송 무역회사뿐만 아니라 룡봉총회사를 통한 조선부강무역회사는 리철호가 사업하는 기계 공장과 89호 집적회로 공장을 소유하고 있으며 비로봉 무역회사는 Glocom을 소유하고 있다.
그만큼 현재 무역회사를 통한 소프트웨어나 하드웨어 즉 마이크로프로세서를 거래하고 있다는 정황이 포착이 되고 있다.

### 김정은 금 300톤 보유설
데일리 NK에서는 2006년 발표한바에 따르면 2001년에 탈북한 사람에 말에 의하면 현재 39호실에 현재 금을 김정일이 금 300톤을 보유하였다고 밝혔다.
현재 조선민주주의인민공화국은 김정일에 300톤의 금을 보유하고 있고 이를 지금 한화로 계산하면 16조 9,000억원의 자산이 있으며 이를 50억 달러(한화 5조 8,000억 원)을 합하면 현재 22조 7,000억 원(미화 195억 달러)의 자산이 있다는 것이 확인이 되고 특히 추가 여분까지 합하면 최대 500억 달러의 자산이 있다.
현재 김정일은 급사하여 결국 김정은에게 300톤의 금과 50억 달러의 자산이 승계가 되었고 추가로 500억 달러도 승계가 점점 이루어져 있는 상태로 알려져 있다.